# Shawan Jabarin
Pour les articles homonymes, voir Jabarin.
 (mars 2022).
La mise en forme du texte ne suit pas les recommandations de Wikipédia : il faut le « wikifier ».
Les points d'amélioration suivants sont les cas les plus fréquents. Le détail des points à revoir est peut-être précisé sur la page de discussion.
- Les titres sont pré-formatés par le logiciel. Ils ne sont ni en capitales, ni en gras.
- Le texte ne doit pas être écrit en capitales (les noms de famille non plus), ni en gras, ni en italique, ni en « petit »…
- Le gras n'est utilisé que pour surligner le titre de l'article dans l'introduction, une seule fois.
- L'italique est rarement utilisé : mots en langue étrangère, titres d'œuvres, noms de bateaux, etc.
- Les citations ne sont pas en italique mais en corps de texte normal. Elles sont entourées par des guillemets français : « et ».
- Les listes à puces sont à éviter, des paragraphes rédigés étant largement préférés. Les tableaux sont à réserver à la présentation de données structurées (résultats, etc.).
- Les appels de note de bas de page (petits chiffres en exposant, introduits par l'outil «  Source ») sont à placer entre la fin de phrase et le point final[comme ça].
- Les liens internes (vers d'autres articles de Wikipédia) sont à choisir avec parcimonie. Créez des liens vers des articles approfondissant le sujet. Les termes génériques sans rapport avec le sujet sont à éviter, ainsi que les répétitions de liens vers un même terme.
- Les liens externes sont à placer uniquement dans une section « Liens externes », à la fin de l'article. Ces liens sont à choisir avec parcimonie suivant les règles définies. Si un lien sert de source à l'article, son insertion dans le texte est à faire par les notes de bas de page.
- La présentation des références doit suivre les conventions bibliographiques. Il est recommandé d'utiliser les modèles {{Ouvrage}}, {{Chapitre}}, {{Article}}, {{Lien web}} et/ou {{Bibliographie}}. Le mode d'édition visuel peut mettre en forme automatiquement les références.
- Insérer une infobox (cadre d'informations à droite) n'est pas obligatoire pour parachever la mise en page.

Pour une aide détaillée, merci de consulter Aide:Wikification.
Si vous pensez que ces points ont été résolus, vous pouvez retirer ce bandeau et améliorer la mise en forme d'un autre article.
Shawan Rateb Abdallah Jabarin (né en 1960 à Sa'ir, en Cisjordanie) est le directeur général d'Al-Haq, une organisation palestinienne de défense des droits de l'homme en Cisjordanie. De 2005 à 2009, Jabarin a été membre du conseil d'administration de Défense des Enfants International - Palestine, la section nationale de Défense des Enfants International basée à Genève, une ONG créée en 1979.
Respecté en tant que militant des droits humains par HRW, Amnesty International et divers groupes palestiniens de défense des droits humains, et condamné par de nombreuses organisations israéliennes et autres, Jabarin a été décrit comme « un militant pour certains, un terroriste pour d'autres ». Bien qu'il ait remporté de nombreux prix pour les droits de l'homme et contribué à des revues telles que Foreign Policy . La Cour suprême d'Israël l'a qualifié de « militant principal » du FPLP, qui est considéré comme un groupe terroriste par 30 pays,. Jabarin s'est vu interdire l'entrée en Jordanie pour des raisons de sécurité et a été interdit de voyage international par Israël entre 2006 et 2013.

## Première vie et éducation
Jabarin est né en 1960 dans le village de Sa'ir (Sayer), dans le district d'Hébron. Sa famille était composée d'agriculteurs de Cisjordanie. Dans sa jeunesse, il a fait l'objet d'une détention administrative et d'interrogatoires par les autorités israéliennes.
Il a étudié la sociologie à l'Université de Birzeit dans les années 1980, où il appartenait à un groupe d'étudiants associé au FPLP. Jabarin a ensuite étudié le droit en Irlande. Il est diplômé du Centre irlandais des droits de l'homme, NUI Galway, où il a obtenu le LL. Programme M en 2004-2005 grâce à une subvention du programme Irish Aid du ministère irlandais des Affaires étrangères.

## Carrière

### Al-Haq
Jabarin a commencé à faire du bénévolat avec Al-Haq alors qu'il était étudiant à l'Université de Birzeit. Il a rejoint Al-Haq en tant que chercheur sur le terrain en 1987 avant d'en devenir directeur en 2006,. 
Sous sa direction, selon une source, « l'équipe de chercheurs palestiniens et étrangers d'Al Haq a déplacé sa recherche de réparation légale des tribunaux militaires et civils israéliens vers des lieux étrangers », pratiquant ce qui est largement appelé « lawfare » ou guerre juridique.

### Poste à HRW
En février 2011, Jabarin a été nommé par Human Rights Watch (HRW) à son conseil consultatif qui supervise les rapports sur les affaires arabo-israéliennes. Cette nomination a reçu certaines critiques comme celle de Robert Bernstein, président fondateur et président émérite de HRW, a déclaré au Daily Beast : « Je suis bien sûr choqué mais encore plus attristé qu'une organisation dédiée à l'État de droit semble le saper délibérément ». Bernstein a déclaré que HRW avait fait « la mauvaise chose » et qu'« ils auraient pu mettre d'autres personnes au conseil d'administration qui n'auraient pas créé ce problème pour eux ».

### Autres activités professionnelles
En mai 2013, Jabarin a été élu vice-président de la Fédération internationale des droits de l'homme (FIDH), une ONG internationale indépendante basée en France. Jabarin avait également été élu commissaire de la Commission internationale des juristes. En août 2016, Jabarin a été élu secrétaire général de la FIDH.
Jabarin a participé à un événement intitulé « Palestine, Israël et le droit international : la CPI et au-delà » le 11 octobre 2013 au Trinity College de Dublin.

## Arrestations et emprisonnements
Jabarin a été reconnu coupable en 1985 d'avoir recruté et organisé la formation de membres du FPLP en dehors d'Israël et a purgé neuf mois d'une peine de 24 mois de prison,. Il a passé six ans dans une prison israélienne sans inculpation ni procès dans les années 1980 et 1990.
Fin octobre 1989, les fenêtres de la maison de Jabarin ont été brisées et la porte d'entrée enfoncée. Quelques jours plus tard, le 10 octobre 1989, des soldats israéliens ont frappé à la porte de la maison de Jabarin près d'Hébron et l'ont emmené. Ils lui auraient bandé les yeux et l'auraient menotté, lui auraient enfoncé un chiffon dans la bouche et l'auraient brûlé avec des cigarettes à l'oreille et aux mains. L'un d'eux l'aurait forcé à s'asseoir sur le sol de la salle de bain et aurait marché avec des bottes militaires sur la tête, la poitrine et les mains. Il a été emmené à l'hôpital Hadassah de Jérusalem pour un examen où un médecin aurait déclaré qu'il avait été frappé à la tête et qu'il avait des difficultés à respirer et qu'il devait être hospitalisé.
Une déclaration israélienne de 1994 à l'ONU note que Jabarin "n'avait pas cessé son implication terroriste et maintient sa position à la tête du FPLP". Une décision de juin 2007 de la Cour suprême israélienne a qualifié Jabarin de "Dr Jekyll et Mr Hyde", militant des droits de l'homme le jour et terroriste la nuit.
Jabarin a déclaré « qu'il avait perdu le compte du nombre de fois où il avait été arrêté et détenu par les autorités israéliennes. Il a estimé qu'il avait passé huit années cumulées en détention administrative et a affirmé avoir été battu à de nombreuses reprises ». En août 1990, Amnesty International a adopté Jabarin comme prisonnier d'opinion. En novembre 1994, le Groupe de travail des Nations unies sur la détention arbitraire a déclaré sa détention comme arbitraire,.

## Interdiction de voyager
Jabarin s'est vu refuser des visas de sortie par Israël et la Jordanie à plusieurs reprises en raison de liens présumés avec le groupe terroriste FPLP. Israël a imposé une interdiction de voyager à Jabarin en 2006, après qu'il a été nommé directeur d'Al-Haq. Israël a cité des "preuves secrètes" indiquant qu'il était toujours impliqué dans le FPLP,. L'interdiction de voyager a été condamnée par Amnesty International, B'Tselem et Human Rights Watch, qui ont tous rejeté les affirmations d'Israël selon lesquelles elle était fondée sur des considérations de « sécurité ».
Lorsque Jabarin a demandé à la Cour suprême israélienne en 2008 de lever l'interdiction de voyager, la Cour a expliqué qu'elle ne pouvait pas montrer les preuves contre lui à ses avocats, mais a insisté sur le fait qu'« il s'agit d'informations fiables selon lesquelles le pétitionnaire fait partie des militants de haut rang de l'organisation terroriste du Front populaire » et que « la divulgation de ce matériel au requérant implique l'exposition d'importantes sources d'information, et donc un certain préjudice à la sécurité nationale ». Le groupe palestinien de défense des droits humains Adalah a qualifié de « troublant » le fait que l'interdiction de voyager « soit basée sur des informations secrètes ». Adalah a qualifié cela d'entrave à la procédure régulière.
Le gouvernement néerlandais a demandé à Israël en 2009 de lever l'interdiction de voyager imposée à Jabarin afin qu'il puisse recevoir le prix néerlandais Geuzenpenning pour les défenseurs des droits humains. Le 12 février 2009, la Cour suprême israélienne a rejeté la demande de Jabarin de quitter le pays pour participer à la cérémonie de remise des prix. Lorsque la Cour s'est saisie de l'affaire pour la troisième fois en mars 2009, tenant deux audiences les 5 et 9 mars et rendant un jugement contre Jabarin le 10 mars, elle a déclaré qu'elle avait recherché à deux reprises "une solution créative" qui permettrait à Jabarin de degré de liberté de mouvement, mais a conclu : « Nous avons constaté que les éléments faisant état de l'implication du pétitionnaire dans l'activité d'entités terroristes sont des éléments concrets et fiables. Nous avons également constaté que des éléments négatifs supplémentaires concernant le pétitionnaire avaient été ajoutés même après le rejet de sa précédente pétition. »
Tout en confirmant l'interdiction de voyager, la Cour a souligné qu'elle n'était pas conçue comme une « punition » pour une activité illégale mais comme une mesure de sécurité. La porte-parole de la Cour, Ayelet Filo, a déclaré qu'elle disposait de "preuves réelles" que Jabarin était "impliqué dans des groupes terroristes". Les deux audiences se sont déroulées en partie avec seulement les trois juges, le procureur de la République et des membres des Services généraux de sécurité israéliens (GSS). Front Line Defenders s'est dite préoccupée par l'interdiction de voyager, notant que Jabarin avait été autorisé à quitter la Cisjordanie huit fois entre 1999 et février 2006, avant de devenir directeur général d'Al-Haq.
En mars 2009, HRW a publié un communiqué de presse s'opposant à l'interdiction de voyager, en réponse auquel le vice-président de HRW, le producteur de films Sid Sheinberg, a protesté contre le fait que HRW n'avait pas mentionné dans le communiqué de presse les jugements de la Cour suprême israélienne contre Jabarin. Dans un e-mail du 17 mars 2009 aux responsables de HRW, Sheinberg a écrit que le communiqué de presse était « trompeur par une omission importante et donc radicalement inexact ».
Le 28 mars 2010, les forces israéliennes ont empêché Jabarin de se rendre au Caire pour une réunion au Centre des droits de l'homme du Caire. Il a été détenu au pont Allenby pendant deux heures avant d'être informé qu'il ne pouvait pas quitter les territoires. En novembre 2010, il n'a pas été autorisé à se rendre en Irlande pour recevoir son prix du Centre irlandais ou des droits de l'homme.
Le 28 novembre 2011, les autorités israéliennes ont empêché Jabarin de se rendre au Danemark pour recevoir un prix des droits de l'homme de la Fondation PL, à New York et assister à une réunion du conseil d'administration de HRW et à Bruxelles pour participer au Forum UE-ONG sur les droits de l'homme,. Sarah Leah Whitson, directrice de HRW pour le Moyen-Orient, a critiqué le maintien de l'interdiction de voyager, louant Jabarin pour son "travail courageux".
L'Electronic Intifada a rapporté en février 2012 que Jabarin est autorisé à se rendre à Genève pour rencontrer Frank La Rue, le rapporteur spécial des Nations unies sur la liberté d'expression. L'interdiction de voyager, cependant, est resté en place.
En mars 2012, Jabarin a été autorisé à se rendre à Genève pour rencontrer Frank La Rue, le rapporteur spécial des Nations Unies sur la liberté d'expression. Dans une interview en mars 2012 à Genève avec Adri Nieuwhof de l'Electronic Intifada, Jabarin a déclaré qu'être dans cette ville « me réactive, renforce la croyance du peuple [palestinien] et le droit de le défendre fermement. Je suis dans la lutte pour les droits des personnes. C'est [cette visite] qui me pousse à en faire de plus en plus.
HRW et Amnesty International ont publié une déclaration le 2 mars 2012, appelant Israël, qui avait autorisé Jabarin à se rendre à Genève, à révoquer entièrement l'interdiction de voyager. Ils ont déclaré que "si les autorités estiment qu'il n'y a aucun risque pour la sécurité que Jabarin se rende aujourd'hui pour rencontrer le rapporteur spécial Frank La Rue, il est difficile de comprendre pourquoi l'interdiction de voyager devrait rester en place, surtout en l'absence de tout public preuve le justifiant.». Il a de nouveau été autorisé à voyager en 2013, lorsqu'il s'est rendu en Irlande.

## Points de vue

### Opinions générales sur Israël et sur l'occupation
Jabarin a déclaré que les Israéliens « n'ont pas de paix à leur ordre du jour. Si c'est à leur ordre du jour, ils ont leur propre interprétation. Israël tue des Palestiniens chaque jour, repoussant la paix plus loin. Israël a tué toute opportunité de paix réelle, ignorant complètement les droits fondamentaux des Palestiniens. Pour eux, les Palestiniens ne sont pas un peuple qui a des droits. Il a affirmé que les colons israéliens, même la jeune génération, ne montraient pas seulement de la haine, ils la montraient de manière très, très agressive. Il a dit qu'il prévoyait "une explosion à venir" dans laquelle les colons "seraient les principaux acteurs", et il a affirmé craindre qu'il n'y ait un massacre à grande échelle de Palestiniens.
Il a décrit que le traitement des Palestiniens par les Israéliens est enraciné dans une « mentalité de punition », se plaignant que « les prisonniers doivent se déshabiller pendant que les chambres sont fouillées. Les autorités pénitentiaires transfèrent les prisonniers, les isolant pendant des années. C'est de la torture psychologique. ».
Il a déclaré en août 2013 qu'il estimait que la situation des droits humains des Palestiniens « s'aggravait ». « Il y a plus de confiscation de terres ; la liberté de mouvement est plus restreinte. Il y a plus de destructions de biens, comme des démolitions de maisons. Plus que jamais, le peuple a perdu l'espoir de vivre en paix avec les Israéliens. La situation économique s'est détériorée. Tout s'est détérioré. Avant, c'était nous qui fermions les routes, pas les Israéliens. Nous avions l'habitude d'aller librement à Gaza. Avant, nous considérions les colonies israéliennes comme des zones isolées. Aujourd'hui, ils sont partout .
Il a dit que le système juridique israélien « ne fonctionne pas lorsqu'il s'agit des Palestiniens », et donc il ne l'utilise que dans des « cas sélectifs ».
Contrairement aux affirmations selon lesquelles Israël est pointé du doigt à l'ONU pour être condamné, Jabarin a soutenu que la communauté internationale traite Israël mieux que les autres pays. « Si Israël était l'Iran, je suis sûr qu'ils interviendraient » pour aider les Palestiniens. «Ils le feraient dès le premier jour. Si Israël était à la place de la Libye, de l'Égypte ou d'ailleurs, ils diraient : "Ce sont les droits de l'homme". C'est notre obligation. ».

### Appropriation des terres par Israël
Jabarin a déclaré que le droit international "interdit clairement à Israël, en tant que puissance occupante, de s'approprier des terres situées en Cisjordanie" et qu'"il est également interdit à Israël de construire des infrastructures qui profitent principalement à sa propre économie".

### Colonies de Cisjordanie
Jabarin a déclaré en 2013 que le soutien israélien aux colonies de Cisjordanie était une violation de la quatrième Convention de Genève et du Statut de Rome de la Cour pénale internationale. « L'occupation, c'est une présence temporaire. Et en transférant des civils, vous essayez de le rendre permanent. C'est le problème. La nature de cela, c'est comme une nature colonialiste », a-t-il dit. « Ici, dans [le] cas palestinien, les colonies ont affecté tous les aspects de la vie des Palestiniens. La destruction de leurs biens, la confiscation de leurs terres, l'extension de la juridiction israélienne sur les colonies... la qualification juridique est, c'est de l'apartheid illégal. Il a également déclaré que si l'Union européenne "a été assez franche pour condamner les colonies et leur expansion, elle continue d'importer des produits de ces mêmes colonies et, ce faisant, contribue à maintenir leur existence même.

### Détention administrative
Jabarin a déclaré en mars 2013 que la politique israélienne de détention administrative des captifs palestiniens était « une violation des principes et des normes d'une procédure régulière et d'un procès équitable pratiqués dans toutes les démocraties ». Il a dit que même si "Israël les appelle des terroristes, les Palestiniens les considèrent comme des héros, comme des dirigeants".

### Le traitement des médias par Israël
Jabarin a déclaré en décembre 2012 qu'« Israël a intentionnellement ciblé des journalistes à Gaza. Ils sentent ces jours-ci que les médias ont du pouvoir. Les médias peuvent vaincre n'importe quel parti en faisant des reportages à l'extérieur. Cela vient avec l'évolution des médias, des réseaux sociaux. Il est disponible partout. En tant que puissance occupante, Israël n'aime pas les reportages, c'est pourquoi les médias et les journalistes ont été intentionnellement ciblés. Ils [Israël] n'ont aucune morale [sic]. Le but n'est pas de faire éclater la réalité. Le but est de créer de la poussière et d'empêcher les gens de voir ce qui se passe.

### Israël comme État d'apartheid
Jabarin a comparé la situation en Israël à celle de l'apartheid en Afrique du Sud. Il a déclaré qu'il n'utilisait pas le mot "apartheid" à la légère lorsqu'il décrivait la situation israélo-palestinienne. « Il nous a fallu beaucoup de temps avant de commencer à utiliser ce terme. Nous l'avons étudié avec soin, professionnellement, académiquement, puis nous avons conclu que, oui, sur la base de la nature de cette occupation et de certaines parties de ses pratiques, nous pourrions dire qu'elle répond aux critères d'un système d'apartheid. Il a qualifié cet usage de "constructif... pour deux raisons". Premièrement, "au niveau de la conscience des gens, le terme d'apartheid est négatif et laisse une mauvaise impression". Deuxièmement, de nombreuses résolutions de l'ONU traitent de l'apartheid, obligeant la communauté internationale à agir contre lui.

### État palestinien
Jabarin a déclaré en décembre 2012 que c'était "un signe positif que certains amis proches d'Israël", dont les Pays-Bas, l'Allemagne et l'Australie, se soient abstenus lors d'un récent vote pour un État palestinien. Notant que la Grande-Bretagne avait "demandé à l'Autorité palestinienne de signer un engagement de ne pas aller devant la Cour pénale internationale pendant vingt ans comme condition de son" oui "", Jabarin a déclaré qu'étant donné que la Grande-Bretagne était "responsable de l'affaire palestinienne", cette l'action leur a montré qu'ils avaient "la moralité la plus basse possible". Il a accusé à la fois la Grande-Bretagne et la France de « jouer avec la douleur et la souffrance des victimes au lieu d'offrir justice, protection et réparation; comme si les Palestiniens n'étaient pas égaux et êtres humains à part entière.
Jabarin a déclaré que « l'acceptation de la Palestine en tant qu'État observateur non membre » à l'ONU a « ouvert la porte aux Palestiniens pour qu'ils utilisent des mécanismes juridiques à l'avenir. La Palestine peut adhérer aux Conventions de Genève. Elle peut adhérer au Traité sur la mer, qui est important pour la Palestine pour protéger les ressources naturelles telles que le gaz et le pétrole, et pour protéger son droit à l'eau. Le traité sur la mer inclurait la mer Morte. Cela signifie que si une entreprise veut creuser, elle ne peut pas le faire avec Israël.».
Jabarin a déclaré dans une interview en 2013 qu'il n'avait "aucun espoir à court terme" en ce qui concerne les droits de l'homme et la souveraineté des Palestiniens. « Mais j'ai plus qu'un espoir pour le long terme... Il n'y a pas d'avenir pour l'occupation. Je n'en doute pas. Pour moi, c'est une question de temps. » Il a dit que son rôle était de se battre pour essayer d'apporter les droits de l'homme aux Palestiniens le plus tôt possible. « Peut-être que cela prendra des années. Je garde espoir que cela arrivera de mon vivant. Je ne sais pas, pour être honnête.

### Réconciliation entre le Hamas et le Fatah
Il a déclaré en décembre 2012 que « ce dont nous avons besoin maintenant, c'est de la réconciliation entre le Fatah et le Hamas. Il est important que les Palestiniens changent le «jeu» des accords bilatéraux en accords unilatéraux avec l'ONU et le droit international comme base des négociations. Après Gaza, après vingt ans d'échec des négociations, nous, en tant que Palestiniens, devons repenser notre récit, nous devons prendre les devants.

### Positions occidentales sur le conflit israélo-palestinien
Jabarin a déclaré qu'il prenait espoir dans le "véritable changement" de l'opinion européenne ces dernières années. Bien que "le soutien à Israël soit inconditionnel" aux États-Unis, a-t-il dit, "nous voyons chaque jour de nouvelles voix d'intellectuels, d'activistes et de politiciens qui parlent de ce tabou, ils critiquent Israël".
Apparaissant à la télévision française en langue arabe en 2013, « Jabarin s'est plaint que si tous les pays européens qui souhaitaient rejoindre l'Union européenne étaient également tenus de rejoindre la CPI, la Palestine n'était pas autorisée à le faire. Cela signifiait, a-t-il dit, que malgré le fait que les Palestiniens souffraient d'une « violation de leurs droits » et de « crimes », la CPI ne pouvait pas leur fournir une défense. Il a exigé que les Français soutiennent l'adhésion palestinienne à la CPI, ou du moins ne s'y opposent pas. Il a également « demandé à la France de passer des paroles aux actes et d'imposer des sanctions à Israël ».
Par ailleurs Jabarin a accusé les États-Unis d'"établir des amalgames entre la résistance légitime contre l'occupation et le terrorisme". Après le 11 septembre, a accusé Jabarin, les États-Unis « ont imposé leur propre définition du « terrorisme » et ont considéré la résistance palestinienne contre l'occupation israélienne comme une forme de terrorisme. Une telle position des États-Unis était dans l'intérêt d'Israël et lui a donné l'occasion de relier également la résistance légitime des Palestiniens au terrorisme. Bernstein a commenté qu'"il est difficile de lire cette déclaration comme autre chose qu'une affirmation selon laquelle ce terrorisme suicide était en fait une forme de 'résistance' légitime.".

### Accords de paix d'Oslo
Dans un article de 2013 pour le Huffington Post, Jabarin a soutenu que le processus de paix d'Oslo "était, en fait, un écran de fumée, destiné à cacher la perpétuation de l'occupation israélienne, alors vieille de 26 ans... Reste à savoir si cette dernière phase du "processus de paix" permettra au peuple palestinien d'exercer ses droits souverains". La "faiblesse la plus fondamentale" de l'accord d'Oslo, a-t-il soutenu, était "l'absence de droit international dans son texte. . . . Les Palestiniens ont été empêchés d'exercer leurs droits souverains, tout en voyant leur développement économique, social et politique entravé ». Exprimant sa crainte que les négociations en cours ne reproduisent ce qu'il a appelé « les erreurs d'Oslo », il a insisté pour que l'OLP « garantisse que le droit international est la base des négociations ».

### Échanges de terres
Dans un article de juin 2013, Jabarin s'est opposé à la proposition de la Ligue arabe d'inclure « les échanges de terres comme élément central de la reprise des négociations entre Israéliens et Palestiniens ». Le plan, qui a été bien accueilli par le secrétaire d'État américain John Kerry, impliquerait ce que Jabarin a appelé "un assouplissement du plan de paix arabe de 2002, qui proposait que 22 pays arabes normalisent leurs relations avec Israël en échange d'un retrait des terres qu'il occupait en 1967. » Jabarin a estimé que « les échanges mutuels de terres sont problématiques tant au niveau politique que juridique ; notamment parce qu'elles impliqueraient inévitablement la protection des colonies israéliennes illégales et de leurs infrastructures en Cisjordanie, y compris à Jérusalem-Est, qui ont été universellement reconnues comme étant en violation du droit international. Par conséquent, un accord de cette nature tolérerait implicitement l'entreprise de colonisation illégale d'Israël, qui dépossède régulièrement les Palestiniens de leurs terres et s'approprie les ressources naturelles dans les TPO. Une telle décision créerait également un dangereux précédent dans lequel des politiques coloniales prolongées perpétrées par un occupant agressif seraient finalement acceptées par la communauté internationale. Tout accord d'échange de terres saperait davantage les normes fondamentales du droit international, telles que l'interdiction d'acquérir des territoires par la force et le droit à l'autodétermination du peuple palestinien. Ainsi, les échanges de terres devraient « être retirés de la table des négociations ».

### Boycott, désinvestissement et sanctions (BDS)
Il soutient la campagne Boycott, le Désinvestissement et les Sanctions (BDS) mais il dit que « à Al-Haq, nous n'utilisons pas le terme 'boycott'. Non pas parce que nous n'y croyons pas, mais parce qu'il n'y a pas de base légale ou d'obligation pour cela. Nos références sont les droits de l'homme, le droit international humanitaire et le droit public. Il existe une base légale pour les « sanctions » et le « désinvestissement » en vertu du droit international, mais il n'y a pas de base légale pour le boycott. Avec un boycott, le public est responsable ».

## Honneurs et récompenses
Il « a remporté tellement de prix de diverses organisations européennes et américaines qu'il a du mal à se souvenir du nombre exact ». Parmi eux. sont le prix Geuzenpenning et un prix de la Fondation danoise PL.
En novembre 2010, le Centre irlandais des droits de l'homme lui a décerné son prix d'excellence pour les diplômés.
En 1989, Jabarin a reçu le Reebok Human Rights Award, qui est décerné aux jeunes qui ont contribué à la liberté d'expression et aux droits de l'homme,,.

## Vie privée
Jabarin est père de quatre enfants et compte parmi ses amis l'ancien président américain Jimmy Carter